# 中牟田喜一郎
中牟田 喜一郎（なかむた きいちろう、1915年9月15日 - 2008年10月18日）は、日本の実業家。岩田屋の創業家で、社長・会長を務めた。妻は元テニス選手の加茂純子。日本テニス協会会長。

## 経歴
福岡県福岡市にて岩田屋百貨店創業者2代目中牟田喜兵衛の長男として生まれた。福岡商業学校、山口高等商業学校を卒業後、現在の神戸大学の前身となる神戸商業大学へ入学、テニス選手として3年時には3年の全日本ランキングで男子シングルス20位、ダブルス9位に名を連ねた。
大学卒業後の1940年に岩井産業（現双日）に入社、1945年岩田屋に入社し、2年後社長に就任、1985年まで務めた。その後会長に就任したが、2002年に経営不振より伊勢丹の傘下に入ったのをきっかけに会長の座から退き、特別顧問となっていた。
テニス界においても1952年にデビスカップの日本チームの監督を務めた。1960年から1995年までは日本テニス協会の副会長、1995から2000年には会長を務め、その後は名誉会長となっていた。1982年からは彼の名を冠したU-15中牟田杯全国選抜ジュニアが開催されている。1972年に西日本スポーツ賞に選ばれ、1987年には勲三等瑞宝章を受章した。
また、スポーツの国際大会の福岡誘致に尽力したほか、父の２代目喜兵衛とともに戦前より留学生を自宅で受け入れたり、国際交流団体の役員を務めたりしており、1979年には特に交流が深かったタイ王国の在福岡名誉領事にも就任した。

## 家族
- 父・中牟田喜兵衛（2代目） ‐ 岩田屋、岩田屋百貨店社長。同社創業家の婿養子（旧名・山下袈裟六）。
- 弟・中牟田円次郎 ‐ 岩田屋産業（不動産業）社長。妻の義伯父に男爵・五条頼次
  - 長男・中牟田真一（本名・新一） ‐ 浜屋百貨店社長。
- 弟・中牟田栄蔵 ‐ 岩田屋社長。岳父に中島徳松
- 妹・石橋喜和子 ‐ 石橋周一の妻
- 妹・松本美紀子 ‐ サニー (スーパーマーケット)社長・松本金也（1919年生）の妻。金也は松本嘉平次（乾物商・熊本県多額納税者）の二男。[4]
- 妻・中牟田純子 ‐ テニス選手。父親は美智子妃の大学時代のテニスコーチも務めた東京朝日新聞校閲部・加茂国夫[3]。姉に加茂幸子、弟に加茂公成。
- 長男・中牟田健一 ‐ 岩田屋社長
- 長女・久木原真理子 ‐ 富士銀行マルチメディア企画部長・久木原徹の妻